# Bolgár rezi
A Bolgár rezi egy bolgár származású, Magyarországon is széles körben termesztett csemegeszőlőfajta. Az SV 12375 és a Pleven fajta keresztezésével állították elő. Az Augustine (V-25/20) csemegeszőlő testvére.

## Leírása
Tőkéje közepesen erős növekedésű, levélzete könnyen kezelhető, nem növeszt sűrű lombozatot. Minden évben megbízhatóan terem, közepesen bőtermő fajta.   
Fürtje közepesen laza, átlagosan 500–700 gramm tömegű, kúpos vagy hengeres, kissé tömött. Bogyója kissé megnyúlt, fényes, zöldes-fehér, teljes érésben sárgás árnyalatú. A bogyó lédús, ropogós, íze kellemesen édes. Magja és a bogyó héja fogyasztás közben nem zavaró. A bogyó nem reped, nem rothad, darazsak alig bántják.    
Tenyészideje 120-125 nap, augusztus végén-szeptember elején érik.    
Betegségekkel szembeni ellenállás magas, rezisztens fajta. Átlagos években 3-4 permetezéssel megvédhető. Fagytűrő, -22-–24 C°. 
Metszése 4–6 rügyre.         